# 6796 Sundsvall
6796 Sundsvall (1993 FH24) là một tiểu hành tinh vành đai chính.